# Ерагон (роман)
«Ерагон» — американський фентезійний роман 2002 року, перша частина циклу «Спадщина» автора Крістофера Паоліні.
Паоліні, який народився в 1983 році, почав писати роман після закінчення середньої школи у віці п'ятнадцяти років. Після написання першої чернетки протягом року, Паоліні витратив другий рік на переписування та конкретизацію історії та персонажів. Його батьки побачили остаточний рукопис і в 2001 році вирішили самостійно видати «Ерагон» Паоліні провів рік, подорожуючи Сполученими Штатами, рекламуючи роман. Книгу відкрив для себе романіст Карл Гіасен, який переконав видавництво Alfred A. Knopf її перевидати. Повторно опублікована версія вийшла 26 серпня 2003 року.
«Ерагон» був третьою найпродаванішою дитячою книгою в твердій обкладинці 2003 року та другим бестселером у м'якій палітурці 2005 року. Книга була у списку бестселерів дитячих книг New York Times протягом 121 тижня та була екранізований як повнометражний фільм, вийшов 15 грудня 2006 року.
Ерагон отримав загалом змішані відгуки та критикувався за його похідний характер. Схвальні відгуки про Ерагона часто стосувалися героїв і сюжету книги.

## Сюжет
Книжка розповідає про простого хлопця Ерагона який одного дня на полюванні знаходить яйце дракона. З цього моменту він потрапляє у вир подій, що змінять його життя назавжди. Він стає Вершником Дракона, одним з тих що у минулому панували його країною Алагезією. Його чекають неймовірні випробування на мужність та витривалість, знайомство з ельфою Арією та вершником Бромом, бої з монстрами, він відчує біль утрати та силу неймовірної дружби. Він дізнається про існування міст гномів та ельфів і саме він буде вирішувати долю свого світу.

## Головні герої
- Ерагон — вершник, головний герой
- Насуада-королева варденів
- Сапфіра — дракон Ерагона, головний герой
- Роран — двоюрідний брат Ерагона
- Герроу — дядько Ерагона
- Бром — вершик старих часів, перший вчитель Ерагона
- Арія — ельфа, посланиця ельфів у варденів
- Аджихад — ватажок варденів
- Ротгар — король гномів
- Орик — гном, друг Ерагона
- Нар Гарцворх — ватажок ургалів
- Галбаторікс — король Алагезії
- Мертаг — вершник дракона
- Торнак — дракон Мертага